# Jiří Paták
Jiří Paták (* 26. února 1981 Bílovec) je český podnikatel, průkopník fintechu, majitel skupiny ONE BOND, zakladatel a dlouholetý ředitel finančního srovnavače Chytrý Honza. Věnuje se investicím do nadějných firem z oblasti financí, realit a technologií. Je spoluzakladatelem open banking projektu Patron GO, který získal ocenění CEE Startup roku. Pravidelně přednáší na Institutu ekonomických studií FSV UK a Vysoká škola finanční a správní. 

## Studia
Pochází z obce Rybí v okrese Nový Jičín v Moravskoslezském kraji. Vystudoval anglickou sekci Gymnázia Olomouc-Hejčín. Absolvoval bakalářské i magisterské studium na Institutu mezinárodních studií Fakulty sociálních věd Univerzity Karlovy v Praze. Studoval i na irské University of Limerick. Jeho specializací byla americká zahraniční a bezpečnostní politika. Na studia navázal působením v Prague Security Studies Institute a později jako poradce Petra Nečase.
Po dobu studií reprezentoval Českou republiku na World Schools Debating Championship v Londýně 1999 a Pittsburghu 2000. Později byl vybrán i do reprezentace pro European University Debating Championship v Portoroži 2001 a Záhřebu 2003.

## Podnikání
V roce 2002 se zúčastnil programu investiční banky Goldman Sachs pro talentované studenty konaného v Londýně a New Yorku. V letech 2003 - 2004 byl pak přijat jako stážista v newyorské internetové firmě Light Waves Concept. Po návratu do ČR spolupracuje s Jakubem Havrlantem na projektu bezrealitky.cz. V roce 2009 pak společně zakládají srovnavač finančních produktů Chytrý Honza. Prvním investorem se stala společnost Miton. Dalšími investory se v letech 2014 - 2016 stal Rockaway Capital a nadnárodní pojišťovací gigant Aegon. Za rok 2017 překonala společnost tržby v hodnotě 500 mil. Kč. Na základě smluv se skupinou DRFG řízenou Davidem Rusňákem získal na konci roku 2018 Jiří Paták menšinový podíl ve společnosti kari time, která se stala jediným akcionářem Chytrého Honzy.. Na jaře 2019 pak svůj podíl skupině DRFG prodal a od června 2019 se věnuje investicím do firem z oblasti financí, realit a technologií.
S Lukášem Vršecký v roce 2020 založil open banking startup Patron GO, působící v Česku, na Slovensku a v Polsku. Jeho skupina ONE BOND provozuje fintech hub a investuje do technologických projektů v oblasti financí, realit a dat.